# Facundo Bruera
Facundo Bruera (La Plata, Argentina; 18 de septiembre de 1998) es un futbolista argentino que se desempeña como delantero en Barracas Central de la Liga Profesional de Fútbol, a préstamo de San Lorenzo.

## Trayectoria

### Estudiantes de La Plata
El 1 de junio de 2016, jugando para las divisiones menores, (Sub-19) participó de la delegación que jugó en Malasia, la final en la cual Estudiantes de La Plata ganaría la Copa Frenz International Cup 2016 derrotando al Club Internacional de Brasil por 1 a 0.
Bruera jugó toda su carrera infantil y juvenil en Estudiantes de La Plata, y firmó su primer contrato en 2017.

### Independiente Rivadavia
Rápidamente fue cedido a Independiente Rivadavia, equipo de la Primera B Nacional. Debutó como profesional el 5 de noviembre en el empate 2-2 contra Flandria, entrando a los 21 minutos del segundo tiempo por Luciano Sánchez.

### Quilmes
Al finalizar su préstamo en la Lepra Mendocina, rescinden su contrato y llega libre a Quilmes, otro equipo de la Primera B Nacional. Debutó con el Cervecero el 23 de septiembre de 2018, en la derrota por 0-1 frente a Almagro. Una semana después, convirtió su primer gol profesional en la victoria por 2-1 ante Platense.

### Club Nacional
En enero de 2022 llega a Nacional de Paraguay. En un excelente Torneo Apertura 2022 se convierte en el segundo goleador del torneo con 12 goles y pasa a ser pretendido por varias instituciones locales y del exterior.

### Club Olimpia
El 30 de diciembre de 2022 llega al Club Olimpia, procedente del Nacional de Paraguay al pagar su cláusula de rescisión de 1.200.000 dólares.
El 2 de mayo, por Copa Libertadores, le anota a Atlético Nacional, el partido terminó 2-2. En esa misma edición, el 11 de agosto, anota el 3 a 2 definitivo (global) frente a Flamengo en Paraguay en el partido de vuelta por los octavos de final.

### San Lorenzo de Almagro
En agosto de 2024 es refuerzo del Club Atlético San Lorenzo de Almagro. A las pocas semanas es cedido a préstamo al Club Atlético Barracas Central.

### Barracas Central
El 10 de agosto de 2025 anota doblete en la victoria de Barracas Central ante Aldosivi en el Torneo Clausura 2025.

## Vida personal
Facundo Bruena es hijo del ex intendente de la ciudad de La Plata, el político Pablo Bruera.

## Estadísticas
| Club                              | Div.                | Temporada           | Liga  | Liga  | Copas nacionales | Copas nacionales | Torneos internacionales | Torneos internacionales | Total | Total | Media goleadora |
| Club                              | Div.                | Temporada           | Part. | Goles | Part.            | Goles            | Part.                   | Goles                   | Part. | Goles | Media goleadora |
| --------------------------------- | ------------------- | ------------------- | ----- | ----- | ---------------- | ---------------- | ----------------------- | ----------------------- | ----- | ----- | --------------- |
| Independiente Rivadavia Argentina | 2.ª                 | 2017-18             | 3     | 0     | —                | —                | —                       | —                       | 3     | 0     | 0.00            |
| Independiente Rivadavia Argentina | Total club          | Total club          | 3     | 0     | 0                | 0                | 0                       | 0                       | 3     | 0     | 0.00            |
| Quilmes Argentina                 | 2.ª                 | 2018-19             | 7     | 1     | —                | —                | —                       | —                       | 7     | 1     | 0.14            |
| Quilmes Argentina                 | 2.ª                 | 2019-20             | 12    | 1     | —                | —                | —                       | —                       | 12    | 1     | 0.08            |
| Quilmes Argentina                 | Total club          | Total club          | 19    | 2     | 0                | 0                | 0                       | 0                       | 19    | 2     | 0.11            |
| Brown (A) Argentina               | 2.ª                 | 2020                | 5     | 0     | —                | —                | —                       | —                       | 5     | 0     | 0.00            |
| Brown (A) Argentina               | 2.ª                 | 2021                | 32    | 16    | —                | —                | —                       | —                       | 32    | 16    | 0.5             |
| Brown (A) Argentina               | Total club          | Total club          | 37    | 16    | 0                | 0                | 0                       | 0                       | 37    | 16    | 0.43            |
| Nacional Paraguay                 | 1.ª                 | A-2022              | 21    | 12    | —                | —                | 2                       | 0                       | 23    | 12    | 0.52            |
| Nacional Paraguay                 | 1.ª                 | C-2022              | 20    | 7     | 3                | 3                | —                       | —                       | 23    | 10    | 0.43            |
| Nacional Paraguay                 | Total club          | Total club          | 41    | 19    | 3                | 3                | 2                       | 0                       | 46    | 22    | 0.48            |
| Olimpia Paraguay                  | 1.ª                 | A-2023              | 16    | 4     | 0                | 0                | 3                       | 1                       | 19    | 5     | 0.26            |
| Olimpia Paraguay                  | 1.ª                 | C-2023              | 11    | 3     | 1                | 0                | 2                       | 1                       | 14    | 4     | 0.29            |
| Olimpia Paraguay                  | 1.ª                 | A-2024              | 12    | 5     | 0                | 0                | 0                       | 0                       | 12    | 5     | 0.42            |
| Olimpia Paraguay                  | Total club          | Total club          | 39    | 12    | 1                | 0                | 5                       | 2                       | 45    | 14    | 0.31            |
| San Lorenzo Argentina             | 1.ª                 | 2024                | 1     | 0     | 1                | 0                | 1                       | 0                       | 3     | 0     | 0               |
| San Lorenzo Argentina             | Total club          | Total club          | 1     | 0     | 1                | 0                | 1                       | 0                       | 3     | 0     | 0               |
| Barracas Central Argentina        | 1.ª                 | 2024                | 11    | 3     | —                | —                | —                       | —                       | 11    | 3     | 0.27            |
| Barracas Central Argentina        | 1.ª                 | 2025                | 22    | 7     | 1                | 0                | —                       | —                       | 23    | 7     | 0.3             |
| Barracas Central Argentina        | Total club          | Total club          | 33    | 10    | 1                | 0                | 0                       | 0                       | 34    | 10    | 0.24            |
| Total en su carrera               | Total en su carrera | Total en su carrera | 173   | 59    | 6                | 3                | 8                       | 2                       | 187   | 64    | 0.34            |
| 1. 2. 3.                          |                     |                     |       |       |                  |                  |                         |                         |       |       |                 |

## Palmarés

### Campeonatos internacionales
| Competición                  | Equipo                         | Sede    | Resultado |
| ---------------------------- | ------------------------------ | ------- | --------- |
| Frenz International Cup 2016 | Estudiantes de La Plata Sub-19 | Malasia | Campeón   |